# Fred Claus, brat świętego Mikołaja
Fred Claus – Brat Świętego Mikołaja (ang. Fred Claus) – amerykańska komedia z 2007 roku w reżyserii Davida Dobkina.

## Opis fabuły
Fred (Vince Vaughn) ma talent do wpadania w kłopoty. Kolejny raz z opresji ratuje go młodszy brat, Mikołaj (Paul Giamatti). W zamian za okazaną pomoc chce on, by Fred pracował w położonej na biegunie północnym fabryce zabawek. Na miejscu okazuje się, że tym razem młodszy brat potrzebuje wsparcia starszego. W przeciwnym razie święta mogą stracić swoją magię.

## Obsada
- Vince Vaughn jako Frederick „Fred” Claus
- Paul Giamatti jako Nicholas „Nick” Claus
- Miranda Richardson jako Annette Claus
- Kathy Bates jako mama Claus
- Trevor Peacock jako tata Claus
- Rachel Weisz jako Wanda Blinkowski
- Kevin Spacey jako Clyde Northcutt
- Elizabeth Banks jako Charlene
- Bobb'e J. Thompson jako Samuel „Slam” Gibbons
- John Michael Higgins jako Willie
- Chris "Ludacris" Bridges jako DJ Donnie
- Allan Corduner jako doktor Goldfarb
- Liam James jako młody Fred Claus
- Theo Stevenson jako młody Nick Claus